# Каус, Брайан
Брайан Норман Каус (дат. Brian Normann Kaus; род. 5 июля 1967, Копенгаген) — датский футболист.

## Карьера
В возрасте 17 лет Каус дебютировал за «Брёнсхёй» в высшем дивизионе Дании, забив 27 голов за молодёжную команду.
В 1992 году он подписал контракт с «Копенгагеном», где достиг своего пика как игрок, помогая им выиграть лигу в их первом сезоне. «Копенгаген» стал самым успешным клубом Дании. В 1993 году Каус единственный раз выступил за сборную Дании против США.
Во второй половине сезона 1995/96 года он вернулся в «Брёнсхёй», где оставался до сезона 2003/04.
Каус входит в число лучших игроков клуба «Брёнсхёй» за всю историю, сыграв 250 матчей.

## Статистика

### Матчи Кауса за сборную Дании
| Матчи Кауса за сборную Дании | Матчи Кауса за сборную Дании | Матчи Кауса за сборную Дании | Матчи Кауса за сборную Дании | Матчи Кауса за сборную Дании | Матчи Кауса за сборную Дании |
| ---------------------------- | ---------------------------- | ---------------------------- | ---------------------------- | ---------------------------- | ---------------------------- |
| №                            | Дата                         | Соперник                     | Счёт                         | Голы Кауса                   | Соревнование                 |
| 1                            | 30 января 1993               | США                          | 2:2                          | —                            | Товарищеский матч            |

Итого: 1 матч / 0 голов; 0 побед, 1 ничья, 0 поражений.